# Power 64
Power64 ist ein Shareware-Emulator für den Heimcomputer Commodore 64, der für das Apple Macintosh Betriebssystem (PowerPC oder Intel-Prozessoren) entwickelt wurde. Der Emulator wurde von dem Österreicher Roland Lieger geschrieben.

## Hintergrund
Mit dem Power64 Emulator besteht die Möglichkeit alte Commodore 64 Spiele und Anwendungsprogramme auf einem Apple Computer zu nutzen. Entsprechende Spiele-Roms oder Anwendungsprogramme, Dateien für den Emulator, die aus den Original Disketten oder Cassetten konvertiert wurden, sind nicht im Umfang des Emulator enthalten.
Zudem besteht für Entwickler die Möglichkeit, neue Programme zu entwickeln, die als entsprechende Datei auf dem Apple gespeichert werden können. 
Das Programm emuliert den Commodore 64 Computer so, dass alle Programme in der Geschwindigkeit, wie auf einem echten Commodore 64 ablaufen. Der Emulator unterstützt die Sprachen Englisch, Deutsch, Spanisch und Französisch.
Im Emulator ist, im Unterschied zum Original Commodore 64, ein Monitor/Debugger (Smon) implementiert.
Neben dem Power64 gibt es auch einen Power20 Emulator, der den VC20 Heimcomputer emuliert.
Power 64 läuft nur auf macOS-Versionen, die PPC unterstützen.
Dies bedeutet, dass Power 64 auf macOS 10.7 und neuer nicht ausgeführt werden kann.